# Rudniki (powiat sokołowski)
Rudniki – wieś w Polsce położona w województwie mazowieckim, w powiecie sokołowskim, w gminie Repki. Na status sołectwa.
| SIMC    | Nazwa       | Rodzaj    |
| ------- | ----------- | --------- |
| 0685216 | Kończytrudy | część wsi |

Wieś duchowna położona była w 1795 roku w ziemi drohickiej województwa podlaskiego. W latach 1975–1998 miejscowość należała administracyjnie do województwa siedleckiego.
Wierni Kościoła rzymskokatolickiego należą do parafii św. Stanisława w Skrzeszewie.